# Inyenzi ou les Cafards
Inyenzi ou les Cafards est un ouvrage de mémoires de 2006 écrit par Scholastique Mukasonga et publié chez Gallimard.
L'ouvrage traite des expériences personnelles de l'auteure lors du conflit Hutu-Tutsi, qui a culminé avec le génocide rwandais de 1994.
Mukasonga l'a qualifiée de « tombe en papier » pour refléter comment elle a échappé à la situation et en mémoire de ses proches décédés. Le terme « Cafards » était une insulte contre les Tutsi prononcée pendant le conflit.

## Contenu
Les premiers chapitres traitent de la vie après que sa famille, Tutsi, a été chassée de leur ville natale lors de pogroms qui ont commencé à avoir lieu en 1959 ; le premier chapitre traite des pogroms. Le livre parle également de sa période de lycée au lycée Notre-Dame-de-Citeaux, au cours de laquelle elle a été maltraitée parce qu'elle était tutsie. Mukasonga est allée en France en 1986 et n'a pas pu aider les membres de sa famille qui ont péri dans le génocide. Lorsque l'auteure est revenue au Rwanda, elle a constaté que l'ancienne résidence de sa famille avait été nettoyée. Elle se souvient des noms des défunts dans un carnet sur lequel elle écrit en visitant Gitagata et Gitwe, qui ont été réduites en ruines. Le livre se termine par une description d'un serpent qu'elle trouve qu'elle utilise pour symboliser l'endurance de ce que les génocidaires ont tenté de détruire. Elle énumère les noms d'amis et de connaissances décédés dans le dernier paragraphe en guise de mémorial.
Nicole Lamy du New York Times a écrit que le livre est une « histoire personnelle obsédante et urgente du génocide rwandais ».

## Style d'écriture
Barbara Hoffert de Library Journal a déclaré que le livre « est lié à un calme courageux, qui donne à réfléchir et à des yeux d'acier ».
Russell West-Pavlov de l'université de Tübingen a déclaré que l'imagerie du cafard fait « l'image éponyme » des cafards.
Julian Lucas de la New York Review of Books a déclaré qu'une section décrivant la création de l'urwagwa (une bière à base de banane), un passe-temps ordinaire pour les Rwandais, était le « passage le plus lyrique » du livre.

## Accueil
Publishers Weekly a déclaré qu'il s'agit d'un "livre puissant et poignant [qui] se plante dans cette terrible absence, sa pierre gravée d'un chagrin difficile et nécessaire".
Lamy a déclaré que le livre « ombragerait profondément votre carte ».
Trish Crapo dans The Women's Review of Books a écrit : « En fin de compte, Cafards est un livre important en raison du visage humain qu'il donne à ce qui pourrait autrement rester une souffrance inimaginable ».